# Langue des signes mexicaine
La langue des signes mexicaine (en espagnol : lengua de señas mexicana, LSM), est la langue des signes utilisée par les personnes sourdes et leurs proches au Mexique.

## Autres noms
La LSM est aussi parfois appelée en espagnol : lenguaje de las manos, lenguaje de señas de México, lenguaje de señas mexicano, lenguaje de signos mexicano, lenguaje manual mexicana.

## Histoire
Le 15 avril 1861, Benito Juárez, alors président par intérim des États-Unis mexicains, promulgue une loi visant à la création d'une école pour les sourds. Par la suite, le 28 novembre 1867, il décrète la création de l'École nationale des sourds (ENS) ou seront enseignés la langue espagnole écrite à travers l'alphabet manuel, le catéchisme et les principes religieux, la géographie, l'histoire générale et nationale, l'histoire naturelle, l'arithmétique, l'horticulture et le jardinage pour les garçons, la couture, broderie, crochet, etc. pour les filles et la comptabilité pour les élèves s'en révélant capables. L'ENS est fondée par Édouard Huet, un sourd Français, qui a étudié comme clerc à l'Institut national des jeunes sourds français et qui a déjà fondé en 1857 le premier institut pour sourds du Brésil et en a été le directeur jusqu'en 1862. Il est responsable de l'éducation à l'ENS durant plusieurs années, partageant parfois ce poste avec certains de ses étudiants. Huet utilise alors un système d'éducation mariant la vocalisation, la lecture labiale et la langue des signes. Il se lance aussi dans la création d'un dictionnaire universel des signes, afin de réaliser l'unification de ce système de communication. De nombreux professeurs iront apprendre sa méthode d'éducation à l'ENS pour ensuite retourner dans leurs régions d'origine et diffuser la LSM. Après la mort de Huet à Mexico le 3 mars 1882, L'ENS ferme pour des raisons politiques et administratives. Cette fermeture intervient à la même époque que le Congrès de Milan (1880) qui va pousser à l'instauration de l'oralisme dans l'éducation des sourds au Mexique.
Une grande partie du XXe siècle sera marqué par l'utilisation de l'oralisme dans l'éducation, cette méthode visant à bannir la langue des signes pour amener les sourds à parler et à lire sur les lèvres pour s'intégrer dans la population entendante. Dans les années 1980, des écoles pour sourds se mettent à utiliser la philosophie de la communication totale, c'est-à-dire l'utilisation de toutes les techniques possibles, vocalisation, lecture labiale, langue des signes, etc. afin de permettre aux sourds d'utiliser celle qui convient le mieux à la situation. De ce cadre, le Département de l'éducation spéciale du ministère de l'Éducation encourage l'étude de la LSM par la publication de documents sur ce sujet, ainsi que la création de divers ateliers pour les enseignants pratiquant la LSM, qui sont non seulement réalisés à Mexico, mais aussi dans d'autres régions du Mexique.
Ce travail est suspendu au début du XXIe siècle quand le modèle d'éducation bilingue est préféré dans l'éducation publique. Un dictionnaire bilingue espagnol-LSM est alors réalisé et envoyé à toutes les institutions pour sourds du pays. À la fin la première décennie du XXIe siècle, les différentes organisations pour les sourds se réunissent en une fédération qui œuvre pour les droits des sourds, notamment celui d'avoir un enseignement de la LSM obligatoire, gratuit et bilingue en espagnol, l'accès à l'interprétation lorsque cela est nécessaire, ainsi qu'au sous-titrage des émissions de télévision éducatives et d'information au niveau national, régional et local, ce qui est mis en place grâce à la loi générale sur les personnes handicapées de 2005,.

### Reconnaissance légale
La langue des signes mexicaine est reconnue le 27 mai 2011 et la loi est publiée le 30 mai 2011: 
 Article 14 de la loi générale pour l'inclusion des personnes handicapées : « La langue des signes mexicaine est officiellement reconnu comme une langue nationale et il fait partie du patrimoine linguistique pour la nation mexicaine. »

## Caractéristiques

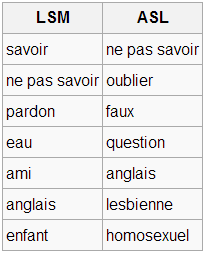
Faux-amis LSM/ASL.

La LSM est liée à la vieille langue des signes française, langue qui a aussi été à l'origine de la langue des signes américaine (ASL), ce qui explique les similitudes de l'ASL et de la LSM. Les études de Smith-Stark (1986) et de Bickford (1991) montrent une similarité linguistique de 23 % entre ces deux langues, mais il existe aussi 17 % des signes qui sont des faux-amis, certains pouvant poser des problèmes car ils sont similaires d'un point de vue sémantique, d'un sens réellement différent ou même potentiellement offensant, comme le montre le tableau de droite.
Il existe de nombreux dialectes selon les régions, avec une similarité lexicale de 85 % à 100 % et dont la plupart au-dessus de 90 %. Les villes de Monterrey et Torreón utilisent toutes les deux un sous-dialecte comprenant beaucoup de signes différents et nouvellement inventés. La LSM utilisée à Mazatlan serait plus influencée par l'ASL, tandis que dans certaines parties de la Basse-Californie-du-Nord, en particulier à Tijuana et Ensenada, l'ASL et la LSM sont utilisées de concert.
Son usage est répandu dans tout le Mexique, sauf dans certaines parties de la péninsule du Yucatan ou la langue des signes maya yucatèque est utilisée dans certains villages.

## Utilisation
En 2005, la LSM est officiellement déclarée « langue nationale », au même titre que l'espagnol et les langues indigènes, et peut être utilisée par le système national d'éducation pour les sourds. Avant cela, l'éducation des sourds était basée sur l'oralisme, avec seulement quelques écoles qui utilisaient la LSM.